# Dipoena militaris
Dipoena militaris là một loài nhện trong họ Theridiidae.
Loài này thuộc chi Dipoena. Dipoena militaris được Arthur Merton Chickering miêu tả năm 1943.